# Ронђено-Ла Кроза (Вербано-Кузио-Осола)
Ронђено-Ла Кроза је насеље у Италији у округу Вербано-Кузио-Осола, региону Пијемонт.
Према процени из 2011. у насељу је живело 27 становника. Насеље се налази на надморској висини од 648 м.